# Воротынские
Воротынский

      Ведь Шуйский, Воротынский...

 Легко сказать, природные князья.

Шуйский

 Природные, и Рюриковой крови.
Вороты́нские — угасший княжеский род, происходящий от одной из ветвей Рюриковичей — князей Черниговских (Ольговичей), линии князей Новосильских. 
Род внесён в Бархатную книгу.

## Происхождение и история рода
Первый князь Лев Романович Новосильский  (XVI колено от Рюрика), приходившегося (V колено) Святого Михаила Всеволодовича Черниговского. После него Новосильское княжество перестаёт существовать, как единое целое и распадается на три верховских удела: Воротынское, Одоевское и Белёвское.
Какое-то время две ветви: Львовичи (Воротынские) и Юрьевичи (Одоевские) оспаривали старшинство и власть над всем Новосильским княжеством, но впоследствии каждая ветвь закрепилась в своём княжестве. Основателем собственно воротынской ветви является сын Льва Романовича, князь Фёдор.
Князья Воротынские перешли в подданство Великого княжества Литовского (1442). Князь Иван Михайлович, правнук Льва Романовича, переходит на службу к великому князю московскому Ивану III Васильевичу (1487), у которого был боярином и воеводою. При правлении Елены Глинской сослан на Белоозеро, где и умер († 1536). Трое сыновей Ивана Михайловича - Владимир († 1558), Михаил († 1579 от пыток) и Александр († 1565) были боярами.
Сын Михаила Ивановича - Иван († 1627) боярин, боярином и внук его Иван Алексеевич († 1679), сын которого бездетный стольник Михаил Иванович († 1677) был последним в мужском колене князем Воротынским, и скончался раньше отца. Князья Воротынские владели поместьями и вотчинами: Звенигородском, Суздальском, Муромском, Московском, Рузском и Коломенском уездах.
Воротынский удел был ликвидирован одним из последних в России, уже в царствование Ивана Грозного. В силу этого Воротынские считались одним из знатнейших родов Русского Царства и всегда побеждали в местнических спорах с другими служилыми.
Последний из живших князей Воротынских, боярин Иван Алексеевич, переживший своего единственного сына, приходился царю Алексею Михайловичу двоюродным братом (их матери были сёстрами). Его дочь была замужем за князем Петром Алексеевичем Голицыным.

## Представители
- Фёдор Львович Воротынский — (нач. XV века?); жена — Мария Корибутовна Северская.
  - Михаил Фёдорович Воротынский — (кон. XV века)
    - Иван Михайлович Воротынский — († 1535); жена — (1) Анастасия Ивановна Захарьина, (2) Анна Васильевна Шастунова.
      - (от первого брака) Михаил Иванович Воротынский — (ок. 1510—1573); жена — Степанида Ивановна Кубенская.
        - Иван Михайлович Воротынский — († 1627); жена — (1) Феодора, (2) Мария Петровна Буйносова-Ростовская.
          - (от второго брака) Алексей Иванович Воротынский — (1610—1642); жена — Мария Лукьяновна Стрешнева.
            - Иван Алексеевич Воротынский — († 1679); жена — Наталья Фёдоровна Куракина.
              - Михаил Иванович Воротынский († 1677)
              - Стефанида Ивановна Воротынская († 1662)
              - Прасковья Ивановна Воротынская († 1679)
              - Наталья Ивановна Воротынская († 1691); муж — князь Пётр Алексеевич Голицын.

          - Екатерина Ивановна Воротынская; муж — князь Фёдор Сунчалеевич Черкасский.

        - Дмитрий Михайлович Воротынский — († 1584)
        - Агриппина Михайловна Воротынская († 1571), похоронена рядом с матерью Степанидой Ивановной.

      - (от первого брака) Владимир Иванович Воротынский — († 1553); жена — Мария Фёдоровна Телепнева-Оболенская.
        - Мария Владимировна Воротынская

      - (от первого брака) Александр Иванович Воротынский — († 1564); жена — (1) Ирина, (2) Марфа.
        -  (от второго брака) Анна (Анастасия) Александровна Воротынская

  - Дмитрий Фёдорович Воротынский — (кон. XV века — нач. XVI века)
  - Семён Фёдорович Воротынский — (кон. XV века — нач. XVI века)

## Описание герба
Герб рода князей Воротынских в Общий Гербовник дворянских родов официально не включен. В Гербовнике Всероссийского дворянства В. А. Дурасова имеется его следующее описание: в золотом поле чёрный одноглавый орёл с распростертыми крыльями и золотой короной на голове, держащий в левой лапе большой золотой крест. Щит покрыт княжеской мантией и российской княжеской шапкой (герб великого княжества Черниговского).